# Karen Brødsgaard
Karen Brødsgaard, född 10 mars 1978 i Horsens, är en dansk handbollstränare och tidigare handbollsspelare (mittsexa).

## Spelarkarriär

### Klubblagsspel
Spelade i sin ungdom för Gedved och Stensballe. Elitkarriären började i Horsens HK. Under tiden i Horsens debuterade hon i landslaget. 1998 skiftade hon till Viborg HK, den tidens dominerande klubb och vann fyra danska mästerskap med klubben. 2004 spelade hon en halv säsong för norska Larvik HK med bland annat Champions League-spel. Hon lämnade Viborg för att hon fick för lite speltid där. Hon var snart åter i Danmark, i Ikast-Bording EH där hon stannade i tre år. Hon avslutade med två år i Aalborg DH 2007–2009 och satsade sedan på en tränarkarriär. Hon undervisade i handboll på Aalborg Sportshøjskole efter spelarkarriären.

### Landslagsspel
Landslagsdebut gjorde Karen Brødsgaard i Danmarks landslag den 25 februari 1998 mot Sverige. Brødsgaard spelade 140 landskamper och gjorde 288 mål. Hon ingick i det danska lag som tog OS-guld 2000 i Sydney och hon ingick även i det lag som tog OS-guld 2004 i Aten. Hon var också med och tog två EM-silver och ett EM-guld 2002 på hemmaplan i Danmark. Även med juniorlandslaget vann hon VM- och EM-guld.

## Tränarkarriär
Efter att ha avslutat sin spelarkarriär övertog Brødsgaard 2010 sysslan som biträdande tränare i Aalborg DH. I januari 2012 slutade hon som tränare i Aalborg. Sommaren 2016 blev hon biträdande tränare för Alingsås HK:s herrlag i svenska Handbollsligan. 2018 blev hon huvudtränare för EH Aalborg i danska högsta damligan.

## Klubbar

### Som spelare
- Gedved
- Stensballe
- Horsens HK (–1998)
- Viborg HK (1998–2003)
- Larviks HK (2004)
- Ikast-Bording EH (2004–2007)
- Aalborg DH (2007–2009)

### Som tränare
- Aalborg DH (assisterande, 2010–2012)
- Alingsås HK (herrar) (assisterande, 2016–2018)
- EH Aalborg (2018–2019)
- Odense Håndbold (assisterande, 2019–)

## Meriter
- Dansk mästare: 1999, 2000, 2001 och 2002 med Viborgs HK
- EHF-cupmästare 1999 Viborg HK
- Champions League: Silver 2001
- EM-guld juniorer 1996 med Danmarks juniorlandslag
- VM-guld juniorer 1997
- 2 EM-silver 1998, 2004 med Danmarks damlandslag i handboll
- EM-guld 2002 med Danmarks damlandslag i handboll
- 2 OS-guld 2000 och 2004 med Danmarks damlandslag i handboll